# Любовная досада (пьеса)
«Любо́вная доса́да» (фр. Le Dépit amoureux) — пятиактная комедия Мольера в стихах, написанная в Безье 16 декабря 1656 года и впервые поставленная на сцене в Париже 14 июня 1659 года труппой Филиппа Орлеанского, единственного брата короля. Пьеса вдохновлена итальянской комедией «La Cupidité» Nicolo Secchi.